# Aries (előadó)
Aries (1998. április 18. –) amerikai producer, rapper. 
2012-től YouTube-videókat készített, általában zenei alapokat csinált különböző kihívásokkal megfűszerezve. A következő években elkezdett egy albumot (WELCOME HOME), amelyben a legtöbb zene teljesen saját keze munkája, mind a zenei alap, mixelés és a szöveg. Jelenleg Kaliforniában él.

## Leghíresebb zenéje
A Sayonara című dala több mint kétmillió megtekintést ért el a YouTube-on, így a leghíresebb zenéje idáig.

## Album
A Welcome Home albuma nagy sikert hozott számára, összesen több mint 10 millió megtekintésnél jár. Az albumra mai napig jönnek ki zenék, mint például a Pony.